# 紳士協約
紳士協約（日语：日米紳士協約），是1907年美國與大日本帝國間的非正式協定。通過美方不限制日本移民，日方不再允許日本國民移民美國，進而達成其目的：紓緩二個太平洋國家間的緊張關係。此協約直至1924年都未通過美國參議院批淮，並以美國1924年移民法案取代。

## 歷史背景
加州淘金热期间，中国移民於1852年暴增，但是日本政府施行严格的鎖國政策，阻止日本人向加州移民。直到1868年，日本政府放宽限制，日本人才开始向美国移民。1882年美國通過《排華法案》，使夏威夷無法從美國引進華工，種植園主轉向別國引進勞工。1885年，首批日本工人抵达夏威夷。1886年3月，夏威夷王國與日本訂定條約，共引進了三萬名日本勞工。
大多数日本移民都是以家庭组的方式来到美国并且都想在美国永久的安顿下来（相对于很快就回国的中国年轻人而言）。他们被美国的社会规范和穿衣风格所同化。很多人加入卫理公会和基督教长老会。
随着日本人口在加州的增长，他们越来越被怀疑是日本的入侵。1905年2月23日起，美西最有影響力的報紙《旧金山纪事报》發表了一系列反日文章，當時日本正發動奉天會戰。1905年5月日韩排外联盟成立。排外联盟的政策包括：
1. 排华法案扩展到日韩。
2. 排斥联盟成员的日本员工及雇用日本员工的雇佣公司。
3. 向学校董事会施压，隔离日本儿童。
4. 发动宣讲运动以告知国会和总统此“威胁”。[7]

日裔美国人并不住在唐人街，而是散住在城市的各地。

## 学校隔离
在那时，23所小学里共有93名日裔美国学生。 几十年里，虽然隔离美籍日裔学生的政策一直存在，但是只要有空间、学生家长没有投诉，日裔学生就不会被强迫隔离。日韩排外联盟出现之后收到学校董事会多次的抱怨。学校董事会拒绝考虑他们的主张，因为配备只容纳93名学生的新设备，这在财政上是行不通的。
1906年4月18日，一场8.5级的地震和随之而来的大火摧毁了近乎整个旧金山市。大火之后，学校董事会将这93名日裔美国学生送到了中国小学，并更名为“中日韩东亚公立学校”。
新政策激起了许多父母的愤怒。美籍日裔父母对他们的孩子被强迫接受达不到白人儿童标准的教育而感到气愤。 地震之后交通不便，许多学生没能到东亚公立学校上学。许多美籍日裔与学校董事会争论，认为学校隔离违反1894公约。虽然1894公约并未明确表明教育问题，但却指出在美日本人拥有平等的权利。根据美国最高法院控制决议（例如：普莱西诉弗格森案，1894）只要设施在本质上平等，要求种族隔离的州并不违反美国宪法的平等保護條款。
美籍日本人很快透过日本媒体使日本政府意识到隔离的存在。东京的各家报纸公开指责隔离“侮辱民族自尊心和自豪感”。日本政府也高度关注自身在海外的名声，因为他们想保证自身的名声能够作为一种世界影响力。政府官员开始意识到眼前的危机，并且意识到要维持和平外交干涉是必须的。

### 联邦干预
总统罗斯福解决这种状况有三个目的：向日本表明加州的政策并不能反映整个国家的典范，迫使旧金山废除隔离政策，解决日本移民问题。商务部部长维克多·梅特卡夫被派去调查隔离问题并强行废除隔离政策。但梅特卡夫并未成功；当地政府依旧想施行日本排斥。总统罗斯福试图给学校董事会施压，但董事会并未让步。
1907年2月15日，双方达成妥协。如果总统罗斯福保证停止日本人移民，学校董事会将允许美籍日裔学生到公立学校上学。日本政府不想有损自己的民族自尊心，也不想像1882年排华法案中国政府遭受的屈辱。日本政府同意停止授予想进入美国的劳动力签证除非是来自先前获得签证的家庭，投奔父母，配偶，或子女，或担任先前获得的农场企业要求的现行管制。
一年以后各方的妥协以报告的形式达成协议，包括6条。协议包括允许日裔学生入公立学校就读。
1907协议正式通过促成了“照片新娘”时期的到来—通过照相机完成的远距离方便婚姻。 通过建立远距离婚姻契约，想要移民到美国的女性就能获得签证，同时在美国的日本工人能够寻得本国伴侣。 因为这一漏洞，尽管协议限制移民，美籍日裔人口仍旧持续增长，这一漏洞改变了美国社区美籍日裔的男女性别比例差从1910年的7:1到1920年不足2:1。
绅士协约从未写入国会通过的法律，但却是一份由总统罗斯福单方面制定的美日间的正式协约。1924年移民法废除了这一协约，移民法规定禁止所有亚洲人移民到美国。

## 延伸閱讀
- Daniels, Roger, , Berkeley: University of California Press, 1999  [2024-05-23], ISBN 0520219503, （原始内容存档于2024-05-23）
- Masuda, Hajimu, Rumors of War: Immigration Disputes and the Social Construction of American-Japanese Relations, 1905–1913, Diplomatic History, 33 (Jan. 2009), 1–37.
- Inui, Kiyo Sue. . Annals of the American Academy of Political and Social Science. 1925, 122: 188–198. JSTOR 1016465. doi:10.1177/000271622512200123.
- Neu, Charles E. . Cambridge: Harvard University Press. 1967.

## 外部連結
- "The 1906 San Francisco Earthquake and the Avoidance of War with Japan"[永久]
- U.S.-Japanese understanding (1907) （页面存档备份，存于） on Encyclopædia Britannica Online